# Padang Serai
Padang Serai is een bestuurslaag in het regentschap Bengkulu van de provincie Bengkulu, Indonesië. Padang Serai telt 2966 inwoners (volkstelling 2010).